# 14995 Archytas
14995 Archytas este o planetă minoră (asteroid), cu un diametru de 16,045 km, din centura de asteroizi. A fost descoperită pe 5 noiembrie 1997 la Prescott Observatory⁠(d) de Paul G. Comba⁠(d) și a fost numită după Archytas. 
Obiectul prezintă o orbită caracterizată de o semiaxă mare de 3,0709409 UAi, o excentricitate de 0,09, o înclinație de 3,24719 ° în raport cu ecliptica.